# Der Roman
Der Roman ist eine allgemeine Einführung in die Erzähltheorie (Narratologie), verfasst von dem Anglisten und Amerikanisten Christoph Bode, Professor für Englische Literatur an der Ludwig-Maximilians-Universität München. Die erste Auflage erschien 2005 im A. Francke Verlag (UTB); 2011 erschienen die zweite, erweiterte Auflage (ebenda) sowie die englische Übersetzung (The Novel: An Introduction).

## Inhalt
Den neun thematischen Kapiteln ist ein Vorwort vorangestellt; Literaturhinweise sowie ein ausführliches Literaturverzeichnis bilden den Abschluss.

### Vorwort
Das Vorwort ermuntert dazu, eine Abkehr von der rein formalen, engsichtigen Romantextanalyse zu vollziehen und sich stattdessen immer wieder die Frage zu stellen „What's the difference?“: Welche Auswirkungen hätte es haben können, wenn der Erzähler bestimmte Personen, Situationen oder Gegebenheiten in anderer Weise (Perspektive, Abfolge etc.) beschrieben hätte? Und warum hat er sich bei seiner Erzählung entschieden, dies nicht zu tun? Aus dieser Sichtweise führt die Analyse über das Wie zum Was – und nicht umgekehrt.

Danksagungen bilden den Abschluss des Vorworts.

### Erzähltheorie und Romananalyse
Die einzelnen thematischen Kapitel werden hier in kurzen Zusammenfassungen beschrieben, ohne auf die vielen konkreten Literaturbeispiele im Text von Der Roman einzugehen.

#### Anfänge – Was ist zu erwarten?
Das Kapitel leitet in die Thematik ein. Es erörtert den „Anfang“ und den „Sinn“ eines Romans, die soziokulturellen Konventionen/Spielregeln und die Methodik der Verknüpfung der einzelnen Ereignisse, die bei dieser Erzählform verwendet werden können, sowie auch die Interaktionen dieser Elemente untereinander. Abschließend erfolgt ein kurzer Diskurs über die (erwünschte, erfolgreiche …) Einbindung des Romanlesers, die Form und Art der allerersten Sätze einer Erzählung.

#### Der neuzeitliche europäische Roman (Vorläufer, Ursprünge, Konventionen, Unterarten)
Mit Belegen und Beispielen wird die historische Entstehung des neuzeitlichen europäischen Romans aufgezeigt. Die Begriffe von „Fakt“ und „Fiktion“ werden erläutert und erzählte Fiktion, Illusion und erzählter Realismus werden voneinander abgegrenzt; die Vielfalt der entstandenen Arten von Romanen wird umrissen.

#### Objekt jeder Romananalyse: DasWiedesWas(discourseundstory)
Die Einführung in die Romananalyse wird vorbereitet. Eine Übersichtstabelle veranschaulicht die themenspezifischen Begrifflichkeiten, die von verschiedenen bekannten Narratologen (Gérard Genette, Seymour Chatman, Mieke Bal, Shlomith Rimmon-Kenan, Gerald Prince und Franz Karl Stanzel) verwendet werden. Die folgenden Kapitel gehen dann auf die einzelnen Aspekte im Detail ein.

#### Zeit
Themen dieses Kapitels sind die „Erzählzeit“, d. h. die ungefähre Zeit, die der Leser zum Lesen des Romans benötigt, und die „erzählte Zeit“, d. h. die Zeitspanne, die der Roman abdeckt. Deren Verhältnis, das „Erzähltempo“ (auch Erzählgeschwindigkeit = Erzählzeit ÷ erzählte Zeit), kann innerhalb eines Romans vom Erzähler mehrfach verändert und dadurch zur Verlangsamung (hier wird es wichtig, hier wird länger verharrt) oder Beschleunigung (Nachlassen der Bedeutung) verwendet werden.

Weiterhin wird die „Ordnung“, die Reihenfolge von erzählten Ereignissen – entweder natürliche zeitliche Abfolge oder Anachronie (Prolepse, ein Vorgriff; Analepse, eine Rückblende) – und die „Frequenz“, d. h. die wiederholte Erzählung identischer oder gleicher Ereignisse, abgehandelt. Den Abschluss bildet die Bedeutung der Verwendung verschiedener Tempusformen.

#### Figuren
Bode analysiert und dokumentiert mit Beispielen die Figurenkonzeption und Figurenzeichnung im Roman; „Figur“ bedeutet in weitestem Sinn Person, Protagonist, Wesen.

#### Germanische Rosette oder gallische Taxonomie? Die Bestimmung der Erzählsituation
In diesem längsten Kapitel (mehr als ein Viertel des Buches) werden Franz K. Stanzels Typenkreis (in Bodes Worten: „germanische Rosette“) und Gérard Genettes Erzähltheorie („gallische Taxonomie“) erklärt, verglichen und kommentiert.

#### Multiperspektivität, Unzuverlässigkeit und die Unabstellbarkeit desgender-Aspekts
Das Kapitel behandelt Aspekte und Interpretationen des multiperspektiven Erzählens, geht auf die Schwierigkeit ein, „unzuverlässiges Erzählen“, d. h. „wenn der Leser begründeten Anlass hat, einer Erzählung zu misstrauen“, objektiv zu definieren, und beleuchtet die Problematik des Geschlechts/Genders der Erzählung, der Erzählinstanz, der erzählenden Person.

#### Now you see it, now you don't: Symbolik und Raum
Hier wird auf die Herausforderung eingegangen, Symbolik, d. h. „wenn einem etwas besonders auffällt“ – also Symbolik nicht unbedingt als „Symbol“ verstanden – beispielsweise Allegorien, Metaphern, Metonymien, zu erkennen und zu „decodieren“ und sich zu fragen, warum der Erzähler gerade diese Wahl der Darstellungsweise getroffen hat.
Mit „Raum“ wird auf „semantisierte Räume“, d. h. in der Handlung beschriebene Örtlichkeiten (Natur, Städte, Räume etc.) eingegangen, die nicht nur für das stehen, was man gemeinhin darunter versteht, sondern die vom Erzähler auch parallel zur Figur (s. o.) oder zur Situation der Figur angelegt sind.

#### Das Ende des Romans und die Zukunft der Illusion
Im letzten Kapitel untersucht Bode Formen des Vorhandenseins oder der Abwesenheit von Erfahrung(en) auf die Geschichte des Erzählers, die Sinnorientierungen und Sinnstiftungsversuche in Romanen und abschließend die Zukunft des Romans im Umfeld immer stärkerer Konkurrenz durch visuelle Medien (im Gegensatz zu Printmedien) wie TV, Kinofilm (VHS, DVD) und audiovisuelle Angebote im Internet.

### Anhang (Literatur)
Die Basisbibliothek Romananalyse: Empfohlene Titel enthält 16 referenzierte und von Bode kommentierte Buchtitel zu Themen der Erzähltheorie/Narratologie, Perspektivenstruktur, Erzähltextanalyse und Romantheorie.
Das Literaturverzeichnis erhält knapp 400 Literaturverweise auf 30 Seiten.

## Rezeption
„Ansprechend weitreichend in der Wahl seiner veranschaulichenden Texte bietet uns Bode Werkzeuge, um zu verstehen, wie die Erzähltechniken von Romanen deren Inhalte beeinflussen. Während die thematische Anordnung des Buchs selektives Lesen erleichtert, belohnt der lebendige und zugängliche Stil, der schön in dieser Übersetzung erhalten wurde, das sequenzielle Lesen.“

„Darüber hinaus werden Bodes Präzisierungen von Konzepten, Jargon und Theorien sowie seine überzeugende Betonung der „Möglichkeiten der Erzeugung und Auslegung von Bedeutung“ (Seite 256), den Leser zu dieser vielschichtigen und aussagekräftigen Einführung zurückkehren lassen.“

„Mit der herausfordernden Frage "Was ist zu erwarten?" gibt Christoph Bode den Ton für diesen reizvollen Leitfaden zur Erfahrung des Romanlesens an. Von den Anfängen des europäischen Romans bis zur Erzählkunst des 21. Jahrhunderts, mit Beispielen aus der englischen, deutschen, französischen, italienischen, spanischen, russischen und skandinavischen Literatur, und mit Ausführung europäischer und angloamerikanischer narratologischen Theorien, bleibt dieses wohlunterichtete Buch [doch] in hervorragender Weise zugänglich dank der Fokussierung auf grundlegende Fragen: Wie beginnen Geschichten – und warum? Warum ruft Fiktion [ihre eigene] Realität hervor? Wie manipuliert eine Erzählung die Zeit? Wer spricht - und können wir ihm oder ihr glauben? Was ist ein Symbol, und warum ist es wichtig? Und vor allem: Was ist der Unterschied, eine Geschichte [genau] so oder in einer anderen Weise zu erzählen? In erfrischend lebendigem Stil, zeigt Bodes Der Roman Studenten und Lesern, wie man sinnvolle Fragen zu den Entscheidungen stellen kann, aufgrund derer Autoren ihre Wahl treffen, und wie man Sinn und Bedeutung aus den Antworten ziehen kann.“

## Buchreferenzen
Deutsche Ausgaben
- Christoph Bode: Der Roman, A. Francke Verlag (UTB 2580; Tübingen und Basel), 1. Auflage (2005), 349 Seiten, ISBN 3-7720-3366-0 und ISBN 3-8252-2580-1.
- Ebenda, 2. erw. Auflage (2011), ISBN 978-3825225803.

Englische Ausgabe
- Christoph Bode: The Novel: An Introduction, Wiley-Blackwell, 1st edition (2011), 312 Seiten, ISBN 978-1405194471.